# Hospital Vecinal Emilio Burgwardt
El Hospital vecinal Emilio Burgwardt es un hospital ubicado en la localidad bonaerense de Longchamps, en el sur del Gran Buenos Aires. 
Debe su nombre a Emilio Burgwardt. Es administrado por una sociedad de fomento.
Cuenta con cinco plantas, quirófanos, salas de internación y guardia médica. Sin embargo, sufre desde hace años un estado de abandono general, que motivó distintos reclamos para que sea administrado por la Provincia de Buenos Aires. En 2020, se le hicieron reformas para reforzar el sistema de salud de la región ante la pandemia por Coronavirus. Lamentablemente, en la actualidad el hospital se encuentra cerrado al público y utiliza solo el subsuelo como depósito de medicamentos para el municipio.

## Historia
Fue inaugurado en 1956, con instalaciones de menor tamaño, por iniciativa de un grupo de vecinos que lo fueron transformando de salita barrial a un hospital. Fue construido sobre una casa que pertenecía a la familia Lezcano. Se convirtió en un centro de referencia en su zona por contar con quirófano, camas de internación, y guardia médica.
En el año 2001, se instaló una antena de telefonía celular (de la compañía Nextel) en la terraza.

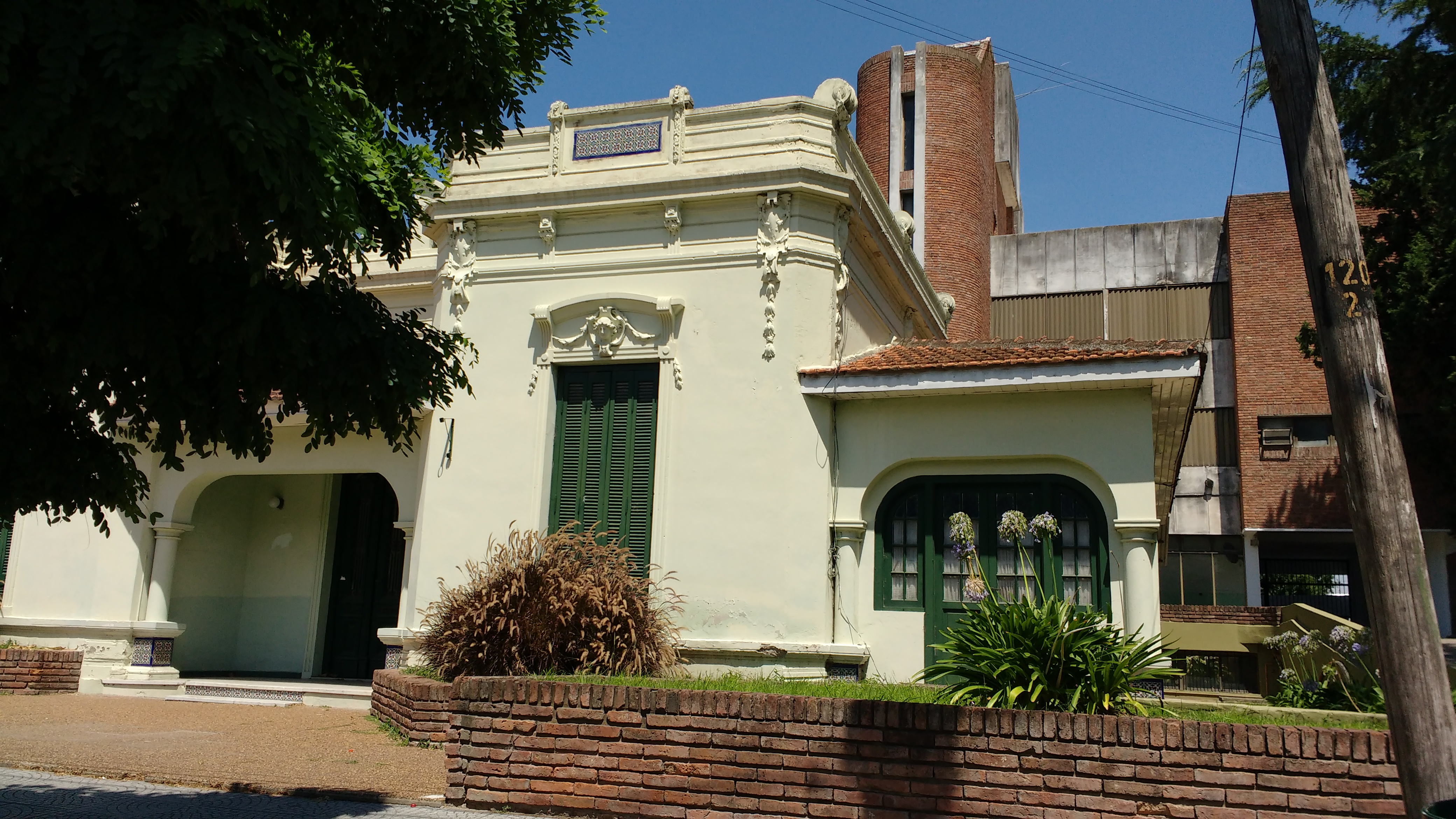
El hospital en 2016

En 2002, Fabricio Barrios, un niño de dos años, murió una hora luego de que se le aplicaran las vacunas triple viral y contra la hepatitis B en el hospital. No pudo ser trasladado a un centro médico de mayor complejidad por la falta de ambulancias y su madre acusó al hospital por el fallecimiento de su hijo. El Ministerio de Salud de la Provincia de Buenos Aires indicó entonces que las vacunas no estaban vencidas. Ese mismo día se habían vacunado otros 25 niños que no padecieron problemas. El Ministro de Salud del momento, Ginés González García, atribuyó la muerte a un posible error humano, y que le habrían inyectado otra sustancia en lugar de la vacuna. La entonces presidenta de la Sociedad Argentina de Pediatría también descartó que la muerte fuera ocasionada por la vacuna.
El entonces administrador del hospital, Ángel Marrone, remarcó que el hospital no recibía ningún tipo de ayuda financiera del gobierno y que, al enterarse del caso solicitaron ambulancias a la Región Sanitaria Sexta de Lomas de Zamora, al Hospital Lucio Meléndez, y a una empresa privada de ambulancias, sin lograr la ayuda en ninguno de los casos.
Al pasar el tiempo, su situación edilicia se fue deteriorando, y se redujeron los servicios prestados. Para 2014, el hospital estaba prácticamente inactivo y solo funcionaban los consultorios, alquilados a médicos particulares.
En noviembre de 2014, el hospital fue intimado a retirar la antena de telefonía móvil, pero su entonces administrador Norberto Paniagua se negó. La antena de telefonía móvil fue retirada en el año 2015 por presión de los vecinos de la ciudad, que juntaron 1500 firmas solicitando su remoción.
En 2020, durante la pandemia por Coronavirus, el gobierno nacional hizo un acuerdo con la sociedad de fomento administradora del hospital para realizar mejoras en las instalaciones, buscando reforzar el sistema de salud de la región.